# Крутицкая духовная семинария
Крутицкая духовная семинария — духовное учебное заведение Русской православной церкви, готовившее в XVIII веке священно- и церковнослужителей.
Была учреждена по именному указу императрицы Анны Иоанновны в 1739 году (с 30 учениками) и до 1744 года располагалась в Предтеченском монастыре в Вязьме. Затем была переведена в Москву, на Крутицкое подворье. В 1751 году она была переведена Покровский монастырь.
Когда Покровский монастырь был приписан к московской епархии, семинария в 1776 году была упразднена, а семинаристы разосланы по тeм епархиям, к которым они принадлежали. 